# Saxon
Saxon — британская рок-группа, одна из ярких представителей новой волны британского хэви-метала, имеющая четыре альбома, попавших в первую десятку по продажам в Великобритании, из них два попали в первую пятерку. Существует с 1977 года. По состоянию на 2023 год группа продала свыше 23 миллионов альбомов по всему миру. Saxon считается классикой метала и оказавшей большое влияние на другие группы в этом жанре, такие как Metallica, Mötley Crüe, Pantera, Sodom, Megadeth, Slayer, Anthrax, Testament, Dokken, Skid Row, Dream Theater, Exodus, Overkill, King Diamond и Celtic Frost.

## История
Группа была создана в городе Барнсли в южном Йоркшире, Великобритания в 1977 году. В то время в округе существовала локальная группа SOB, в которой на гитаре играл 26-летний Грэхем «Оли» Оливер (Graham «Oly» Oliver) и на басу 27-летний Стив «Добби» Доусон (Steve «Dobby» Dawson). Вместе с этой группой гастролировала другая местная группа Coast в составе которой пел 27-летний Питер «Бифф» Байфорд (Peter «Biff» Byford), а на гитаре играл 26-летний Пол «Блют» Куинн (Paul «Blute» Quinn). Объединившись и призвав под свои знамёна барабанщика Дэвида Уорда, в скором времени заменённого на 27-летнего барабанщика Пита «Фрэнк» Гилла (Pete «Frank» Gill), они создали группу «Son of a Bitch». Впрочем, это название просуществовало совсем недолго, и вскорости группа была переименована в Saxon. Свою карьеру группа начала, как и многие другие, с выступлений в местных пабах и разогрева публики на концертах более известных групп, таких, как Motörhead, Ian Gillan Band.
Первую демонстрационную запись они сделали на «Tapestry Studios», вместе c продюсером Джоном Верити (бывшим певцом и гитаристом Argent), по окончании записи демо, группа пять месяцев работала не покладая рук, однако их музыка не привлекала внимания ведущих фирм звукозаписи, поскольку была слишком тяжела для того момента. Однако группа дождалась положительной оценки от Питера Хинтона, на тот момент продюсера EMI, который прибыл в городок и прослушал группу в городском «Civic Hall», где они выложились полностью. Хинтон дал для них свои рекомендации Клайду Кэреру как музыкантов для его нового лейбла — «Carere Records», наиболее известным своей работой с диско-коллективами, чем с хэви-метал-группами.
В 1979 году группа выпустила дебютный альбом, одноимённый с названием группы. Он записывался всё с тем же Джоном Верити в качестве продюсера. Синглы из этого альбома «Big Teaser/Stallions of the Highway» и «Backs to the Wall/Militia Guard» достигли номера 1 в Powerhouse Chart 24 июля 1979 года и в январе 1980 года соответственно. Успех синглов принёс приглашение в качестве специальных гостей в национальном турне Motörhead, в котором группа завоевала устойчивую популярность — что, в общем, немудрено поскольку сотрудничество с Motörhead позволило группе выступить на сцене самых известных залов, в том числе, в London's Hammersmith Odeon. С 16 декабря 1979 года, по окончании турне, группа приступила к записи нового альбома.
В мае 1980 года был выпущен второй альбом Wheels of Steel, его продюсировал Пит Хинтон и Saxon. После того как альбом попал в пятёрку британского чарта, их известность резко начала расти. Группа не стала долго ждать и закрепила свой успех выпуском уже в ноябре 1980 года альбома Strong Arm of the Law, который звучал как чистейший хэви-метал, и который немало поклонников считают лучшим альбомом группы.
Начало 1981 года группа провела в мировом турне, исколесив множество стран, и, как обычно для тяжёлых групп, особого успеха добилась в Японии. В октябре 1981 года группа выпустила альбом Denim and Leather, заглавная песня которого до сих пор рассматривается как некий гимн металлического движения начала 80-х. Группа вместе с Оззи Осборном провела широкомасштабное турне по Европе, а затем, записав концертный альбом The Eagle Has Landed (название альбома появилось по результатам опроса фанов группы), отправилась в турне по США, где в числе многих на разогреве у группы выступала тогда мало кому известная Metallica. В туре по США с группой выступал другой барабанщик, старый друг Saxon Найджел Глокер (Nigel Glockler) — Пит Гилл повредил руку через два дня после европейского турне. Правда, турне пришлось прервать для выступления на Castle Donington's Monsters of Rock Festival — ещё в пятницу группа выступала вместе с Rainbow в Далласе, в субботу выступила в Британии на фестивале, в понедельник уже играла в Нью-Йорке, откуда тут же улетела в Германию для выступления в германском рок-фестивале. Группа стала первой рок-группой, которой удалось выступить в Кастл-Донингтоне дважды: первый раз она выступала ещё в 1980 году.
Октябрь-ноябрь 1982 года Saxon провела в студии за работой над своим следующим альбомом Power & the Glory, который продюсировал американец Джефф Гликсман. Только в Лос-Анджелесе за первую неделю продаж было продано 15000 копий. Группа снова отправилась в турне по США, которое прошло с грандиозным успехом. На волне успеха, группа стала наряду с Iron Maiden и Judas Priest главной составляющей британского хэви-метал экспорта.
В 1983 году Saxon рвёт из-за финансовых разногласий контракт со своим лейблом «Carrere» и заключает с «EMI», и в 1984 году в Лос-Анджелесе записывает альбом Crusader, спродюсированный Кэвином Бэймишем. Музыка группы постепенно коммерциализовывалась, ориентируясь на американский рынок. И снова группа отправляется в турне, в котором она провела больше года. В США группа выступала с Mötley Crüe и Krokus, была специальным гостем Iron Maiden, а в Германии группу поддерживал Accept.
В сентябре 1985 года в Голландии записывается восьмой альбом группы — Innocence Is No Excuse, он был слабее предыдущего, хотя и попал в Топ 40, но в команде начался период застоя, в связи с чем их популярность начала падать.
В 1986 году группу покинул басист Стив Доусон, у которого были проблемы с женой. Как заметил Бифф Байфорд: «She really fucked him up». Своим уходом Стив ещё больше подорвал позиции группы. На его место пришёл неизвестный басист Пол Джонсон (Paul Johnson). Группа записала альбом Rock the Nations, где, кстати, все басовые партии сыграны были Биффом Байфордом. В записи отметился игрой на пианино в двух из песен сам Элтон Джон. Группа отправилась в европейское турне, а затем и в США, где играла вместе с Ингви Мальмстином.
В 1987 году из группы уходит барабанщик Найджел Глоклер к ребятам из «GTR», вместо него берут Найджела Дюрхама. В 1988 году был записан следующий альбом — Destiny — разочаровывающий альбом, который ничего не добавил к популярности группы. EMI отказалась продолжать сотрудничество и Saxon перебрались на Virgin Records. В ходе европейского турне в группу вернулся Найджел Глоклер, но ушёл Пол Джонсон, и пришёл молодой Тим «Ниббс» Картер (Tim «Nibbs» Carter), впервые выступивший в Будапеште.
В 1989 году группа выпустила концертный альбом Rock and Roll Gypsies, и отправилась в европейское турне вместе с Manowar.
Десятилетие успешной творческой деятельности Saxon отпраздновали в 1990 году, отправившись в турне по Европе и Великобритании под девизом «10 Years of Denim and Leather». В следующем году группа записывает новый студийный альбом, который они назвали Solid Ball of Rock, он поступил в официальную продажу 4 февраля 1991 года, после чего вышел сингл «Requiem — We Will Remember», посвященный погибшим рок-звёздам. В этом же году Saxon совершили грандиозное по охвату мировое турне, объехав всю Европу, Северную Америку, захватили Японию, проехали Южную и Центральную Америку, Австралию и Новую Зеландию.
В 1992 году Saxon записывает очередной альбом — Forever Free. Альбом продюсировал Бифф Байфорд и Хэрвиг Урсин. В альбоме был сингл «Iron Wheels», посвященный отцу Биффа.
В 1994 году Saxon начинают работать над новым студийным альбомом Dogs of War. Он вышел в начале 1995 года, но немедленно после записи, из группы был уволен гитарист Грэхем «Олли» Оливер; на его место пригласили гитариста Дуга Скаррата, старого друга Найджела Глоклера.
С этого момент по настоящее время группа стабильно издаёт новые альбомы.
В 1997 году «EMI» переиздает альбомы Wheels of Steel и Strong Arm of the Law на двойной компакт-диск, и дополнительные 11 бонус-треков 1981 года.
Новый студийный альбом Unleash the Beast выходит в продажу в мае, после чего последовал очередной гастрольный тур по Германии, Голландии, Бельгии, Швеции. Альбом попадает в Top 100 в Германии, Швейцарии и Швеции. Ноябрь прошел в Бразилии, где группа отыграла два концерта, а на Рождество уехали играть в Бельгию.
В ноябре 1999 года Saxon записывают новый альбом Metalhead, и продолжают мировое турне, где играют на первом «Bloodstock UK Metal Festival» который проходит в Англии. Группа не избежала судебных процессов в 1999 году. После них, право на название «Saxon» было закреплено за собственно Saxon, а также за отколовшимися и организовавшими собственную группу Грэхемом «Олли» Оливером и Стивом «Добби» Доусоном, но в последнем случае судебным решением было оговорено, что их группа может называться Oliver/Dawson Saxon.

### XXI век
В 2001 году входит альбом Killing Ground, на котором были записаны классические песни группы в современной обработке.
Альбом 2007 года The Inner Sanctum получил великолепную критику: он рассматривается многими критиками как лучший альбом за годы.
12 января 2009 года группа выпустила альбом Into the Labyrinth и отправилась в европейское турне.
В 2011 году у Saxon вышел диск Call to Arms. Он дебютировал под номером 6 в чарте UK Rock Albums. Группа отправилась в мировое турне, где они посетили США; Saxon также повторно посетил Великобританию во втором этапе тура. Группа объявила в своем туре Call To Arms, что фанаты, заплатившие 10 фунтов стерлингов, смогут посмотреть их саундчек. Эти деньги были пожертвованы благотворительным организациям Nordoff Robbins Music Therapy and Childline. В декабре Байфорд присоединился к Metallica на сцене, чтобы сыграть «Motorcycle Man» в шоу, посвященном 30-летию группы. Saxon были объявлены специальными гостями, поддерживая Judas Priest в Hammersmith Apollo 26 мая 2012 года. Группа также участвовала в фестивале Download Festival 2012 и концертное исполнение «Wheels Of Steel» было записано на Highlights фестиваля, показанного на Sky Arts. 13 февраля 2012 года группа объявила, что выпускает новый концертный DVD и компакт-диск под названием Heavy Metal Thunder — Live: Eagles Over Wacken, которые собрали в себя их выступления в 2004, 2007 и 2009 годах на Wacken Open Air в различных форматах. В марте Saxon получили награду «Золотой Бог» Metal Hammer 2012 в номинации «Лучшая британская группа». В октябре 2012 года группа объявила, что следующий студийный альбом будет называться Sacrifice. 1 декабря 2012 года диск Heavy Metal Thunder — The Movie увидел международный релиз и стал первым релизом Blu-ray для группы.
Sacrifice был выпущен 25 февраля 2013 года. В 2013 году также был выпущен новый сборник Unplugged and Strung Up. В 2014 году был выпущен новый концертный альбом под названием St. George’s Day Sacrifice — Live in Manchester. В октябре того же года группа отправилась в турне под названием Warriors of the Road.
Во время интервью в ноябре 2014 года Бифф Байфорд рассказал о планах на следующий студийный альбом группы, сказав: «Мы будем работать над новым альбомом в январе, феврале и марте». В марте 2015 года Байфорд назвал альбом смесью рок-н-ролла и хэви-метала. Когда его спросили о возможной дате релиза, Байфорд сказал: «Мы ожидаем, может быть, летний релиз. Это зависит только от того, готов он или нет. Мы ожидаем завершения альбома к концу апреля.» 1 августа 2015 года группа объявила 16 октября датой релиза Battering Ram, а также выпустила официальное видео на заглавный трек.
14 сентября 2016 года Бифф Бифорд объявил в Facebook, что Saxon работают над новым альбомом с продюсером Энди Снипом, который выйдет в начале 2017 года. В октябре 2016 года группа объявила о гастролях в США в начале весны 2017 года с UFO.
В интервью от 16 марта 2017 года с бывшим вокалистом Anthrax Нилом Турбином канадскому The Metal Voice в Лос-Анджелесе Бифф Байфорд представил обновленную информацию о новом альбоме, сообщив, что несколько песен уже записаны, и ещё несколько должны быть закончены, с предполагаемым выпуском в начале 2018 года. 1 июня 2017 года члены группы стали жертвами кражи со взломом, когда их паспорта, телефоны и кошельки были украдены из их гардеробной в Умео (Швеция). После инцидента группа могла путешествовать, кроме некоторых членов группы. Было опубликовано заявление: «[Нам не] повезло в отслеживании телефонов, но мы регулярно все проверяем, и полиция участвует в деле. У нас также есть свидетель, так что, надеюсь, этого человека поймают — особенно, прежде чем он „ударит“ снова!» 15 июня 2017 года Байфорд объявил, что название их нового студийного альбома — Thunderbolt. Saxon и UFO снова объединились для очередного тура в Северной Америке осенью 2017 года. 7 ноября 2017 года группа объявила, что альбом будет официально выпущен 2 февраля 2018 года. В поддержку альбома они немного гастролировали по Европе и Великобритании с Diamond Head, Rock Goddess и Magnum с конца февраля до начала марта 2018 года и были группой поддержки вместе с Black Star Riders в мировом туре Firepower Judas Priest с середины марта до начала мая 2018 года.
В октябрьском интервью Sonic Perspectives 2018 года Байфорд подтвердил, что Saxon «определенно» запишет новый альбом где-то в 2019 году. Он сказал: «Нам не нужно слишком сильно привязываться к срокам. Мы признанная группа — мы можем в значительной степени делать то, что мы хотим. Если нам хочется писать, то мы пишем. Если нам не хочется писать, то мы не пишем. Все так просто.» 8 декабря группа объявила в твиттере, что будет хэдлайнером фестиваля Alcatraz Festival в августе 2019 года. 14 декабря Saxon объявили об участии на Rockfest Barcelona с концертами 40-th Anniversary Castles and Eagles show. 18 декабря Saxon объявили об участии в серии концертов в Латинской Америке и Южной Америке в феврале 2019 года и в Северной Америке в этом же месяце. Также в твиттере группа объявила 19 декабря о планах участвовать в рок-фестивале Sweden Rock Festival в Швеции, который будет проходить с 5 по 8 июня 2019 года.
20 сентября 2019 года было объявлено, что из-за болезни Бифф Байфорд перенесёт операцию на сердце. Часть запланированных концертов была отменена либо перенесена. 6 декабря стартовали продажи билетов на совместный концерт Judas Priest и Saxon, который должен был проходить в Австрии 25 июля 2020 года, но был отменен из-за пандемии коронавируса.
19 марта 2021 года группа выпустила альбом каверов Inspirations. 9 июля 2021 года она объявила о том, что новый альбом выйдет 4 февраля 2022 года. Альбом получил название Carpe Diem. Тур в поддержку альбома стартовал 2 октября 2022 года.
Очередной кавер-альбом под названием More Inspirations был анонсирован 16 января 2023 года, дата выхода — 24 марта 2023 года. Следующий же студийный альбом намечен на 2024 год.
10 марта 2023 года группа объявила, что гитарист и один из основателей Пол Куинн больше не будет участвовать в концертах группы после их текущих концертов в Европе; впрочем, он продолжит работать с группой в студии. Позже было объявлено, что в туре его заменит Брайан Татлер из Diamond Head. В апреле 2023 года Байфорд рассказал, что группа начала записывать демо для нового альбома. В июне он сказал, что уже записал вокал для семи демоверсий песен из предстоящего альбома. 21 ноября состоялся анонс альбома — он будет называться Hell, Fire and Damnation и выйдет 19 января 2024 года. Saxon будут продвигать альбом, присоединившись к Judas Priest и Uriah Heep в туре European Metal Masters весной 2024 года, за которым последует тур по Северной Америке (снова с Uriah Heep). Татлер стал постоянным членом группы. 13 июня 2025 года группа выпустила концертный альбом Eagles Over Hellfest, в котором содержится их выступление на фестивале Hellfest в 2024 году.

## Состав
| Текущий состав - Бифф Байфорд — вокал (1977-настоящее время); бас-гитара (1986) - Пол Куинн — гитара (1977-настоящее время) - Найджел Глоклер — ударные (1981—1987, 1988—1999, 2005-настоящее время) - Тимоти «Ниббс» Картер — бас-гитара; (1988-настоящее время) - Дуг Скаратт — гитара (1996-настоящее время) | Бывшие участники - Грэйем Оливер — гитара (1977—1996) - Стив Доусон — бас-гитара (1977—1986) - Пит Гилл — ударные (1977—1981) - Пол Джонсон — бас-гитара (1986—1988) - Найджел Дурэм — ударные (1988) - Фритц Рэндоу — ударные (1999—2004) - Михаэль Йорг — ударные (2004—2005) |

## Дискография
Основная статья: Дискография Saxon

### Студийные альбомы
Сокращения стран в таблице по ГОСТ 7.67.
| Дата | Альбом                   | US  | GB  | SE | CH | FR  | Сертификации    |
| 1979 | Saxon                    | -   | -   | -  | -  | -   | -               |
| 1980 | Wheels of Steel          | -   | 5   | 36 | -  | -   | золотой (UK)    |
| 1980 | Strong Arm of the Law    | -   | 11  | 37 | -  | -   | золотой (UK)    |
| 1981 | Denim and Leather        | -   | 9   | 21 | -  | -   | серебряный (UK) |
| 1983 | Power & the Glory        | 155 | 14  | 9  | -  | -   | -               |
| 1984 | Crusader                 | 174 | 18  | 15 | 26 | -   | -               |
| 1985 | Innocence Is No Excuse   | 133 | 36  | 18 | -  | -   | -               |
| 1986 | Rock the Nations         | 149 | 34  | 26 | -  | -   | -               |
| 1988 | Destiny                  | -   | 49  | 30 | 28 | -   | -               |
| 1991 | Solid Ball of Rock       | -   | -   | -  | 28 | -   | -               |
| 1992 | Forever Free             | -   | -   | -  | -  | -   | -               |
| 1995 | Dogs of War              | -   | -   | -  | 43 | -   | -               |
| 1997 | Unleash the Beast        | -   | -   | -  | -  | -   | -               |
| 1999 | Metalhead                | -   | -   | -  | -  | -   | -               |
| 2001 | Killing Ground           | -   | -   | -  | -  | 143 | -               |
| 2004 | Lionheart                | -   | -   | 57 | 62 | 103 | -               |
| 2007 | The Inner Sanctum        | -   | 102 | 39 | 89 | 103 | -               |
| 2009 | Into the Labyrinth       | -   | -   | 33 | -  | -   | -               |
| 2011 | Call to Arms             | -   | -   | -  | -  | -   | -               |
| 2013 | Sacrifice                | -   | -   | -  | -  | -   | -               |
| 2015 | Battering Ram            | -   | 50  | 13 | 21 | 66  | -               |
| 2018 | Thunderbolt              | -   | 29  | 13 | -  | 6   | -               |
| 2022 | Carpe Diem               | 63  | 17  | 15 | 4  | 59  | -               |
| 2024 | Hell, Fire and Damnation | -   | 19  | 6  | 4  | 27  | -               |

### Кавер-альбомы
- (2021) Inspirations
- (2023) More Inspirations

### Концертные альбомы
- (1982) The Eagle Has Landed — #5 UK, серебряный в Британии
- (1989) Rock 'n' Roll Gypsies
- (1990) Greatest Hits Live
- (1996) The Eagle Has Landed - part II
- (1999) BBC Sessions / Live at Reading Festival '86
- (2006) The Eagle Has Landed - part III
- (2006) An Introduction to Saxon
- (2012) Heavy Metal Thunder - Live: Eagles Over Wacken
- (2014) St. George’s Day Sacrifice: - Live in Manchester
- (2025) Eagles Over Hellfest

### Сборники
- (1984) Strong Arm Metal
- (1990) Greatest Hits
- (1994) Best of Saxon
- (1997) A Collection of Metal
- (2000) Burrn! Presents Best of Saxon
- (2002) Heavy Metal Thunder
- (2003) Masters of Rock: Saxon
- (2007) The Very Best of Saxon (1979-1988)
- (2009) The Best of Saxon
- (2012) Saxon - The Carrere Years (1979-1984)
- (2012) Saxon - The EMI Years (1985-1988)
- (2013) Unplugged and Strung Up

### Видео
- (1983) Live in Nottingham
- (1985) Live Innocence
- (1989) Power and the Glory - Video Anthology
- (1990) Greatest Hits Live
- (2003) The Saxon Chronicles
- (2003) Live Innocence - The Power and the Glory
- (2007) To Hell and Back Again
- (2012) Heavy Metal Thunder - Live: Eagles Over Wacken

### Синглы
- (1980) «Wheels of Steel» #20
- (1980) «747 (Strangers in the Night)» #13
- (1980) «Backs to the Wall» #64
- (1980) «Big Teaser» #66
- (1980) «Strong Arm of the Law» #63
- (1981) «And the Bands Played On» #12
- (1981) «Never Surrender» #18
- (1981) «Princess of the Night» #57
- (1983) «Power and the Glory» #32
- (1983) «Nightmare» #50
- (1984) «Sailing to America» #81
- (1985) «Back on the Streets» #75
- (1986) «Rock 'n' Roll Gypsy» #71
- (1986) «Waiting for the Night» #66
- (1986) «Rock the Nations» #80
- (1987) «Northern Lady» #91
- (1988) «Ride Like the Wind» #52
- (1988) «I Can’t Wait Anymore» #71